# Свето Тодори
Свето Тодори (на македонска литературна норма: Свето Тодори) е село в южната част на Северна Македония, в община Могила.

## География
Селото е разположено в областта Пелагония, югозападно от град Прилеп и североизточно от Битоля в североизточното подножие на Дървеник.

## История
В османски данъчни регистри на немюсюлманското население от вилаета Манастир от 1611-1612 година селото е отбелязано под името Исвед Тодор с 13 джизие ханета (домакинства).
В XIX век Свето Тодори е изцяло българско село в Битолска кааза на Османската империя. Църквата в селото „Свети Тодор“ е изградена в 1840 година.
Според статистиката на Васил Кънчов („Македония. Етнография и статистика“) от 1900 година Свети Тодори има 210 жители, всички българи християни.
На Етнографската карта на Битолския вилает на Картографския институт в София от 1901 година Свети Тодори е чисто българско село в Битолската каза на Битолския санджак с 22 къщи.
Според Никола Киров („Крушово и борбите му за свобода“) към 1901 година Свето-Тодоре има 30 български къщи.
В началото на XX век населението на селото е под върховенството на Българската екзархия. По данни на секретаря на екзархията Димитър Мишев („La Macédoine et sa Population Chrétienne“) през 1905 година в Свети Тодори има 128 българи екзархисти.
При избухването на Балканската война в 1912 година един човек от селото е доброволец в Македоно-одринското опълчение.
Според преброяването от 2002 година селото има 210 жители, всички северномакедонци.
| Година    | 1948 | 1953 | 1961 | 1971 | 1981 | 1991 | 1994 | 2002 |
| --------- | ---- | ---- | ---- | ---- | ---- | ---- | ---- | ---- |
| Население | 406  | 477  | 481  | 453  | 447  | 264  | 256  | 210  |

| Националност     | Всичко |
| северномакедонци | 210    |
| албанци          | 0      |
| турци            | 0      |
| цигани           | 0      |
| власи            | 0      |
| сърби            | 0      |
| бошняци          | 0      |
| други            | 0      |

## Личности
Родени в Свето Тодори
- Бранко Мицевски (р. 1958), северномакедонски орнитолог